# Snooker Shoot-Out
Snooker Shoot-Out je pozvánkový turnaj ve snookeru, který se hraje v Blackpoolu ve Spojeném království.

## Historie
Shoot-Out je inovativní turnaj, který se hrál poprvé v roce 1990. Má za úkol především pobavit. O titul soutěží 64 nejlepších hráčů. V letech 2011 a 2012 trval jeden frame 10 minut, z toho prvních pět minut bylo na strk 20 sekund a dalších pět minut 15 sekund. V roce 2013 se turnaj upravil tak, že prvních pět minut je na strk 15 sekund a dalších pět minut pouze 10 sekund na strk. Dvojice hráčů jsou určeny losem a hraje se jen jeden frame.
Turnaj se vrátil v roce 2011 a jeho první ročník vyhrál Nigel Bond, který porazil ve finále na jeden frame Roberta Milkinse poměrem 58-24. V roce 2012 se stal vítězem Barry Hawkins, který vyhrál nad Graeme Dottem. V roce 2013 si odvezl trofej Martin Gould, když porazil Marka Allena. V roce 2014 získal titul Dominic Dale, když porazil ve finále Stuarta Binghama. Michael White byl ve finále v roce 2015 s Xiao Guodongem a je zatím posledním vítězem tohoto turnaje.

## Vítězové
| Rok               | Vítěz         | Poražený       | Výsledek  | Sezóna    |
| Shoot-Out         | Shoot-Out     | Shoot-Out      | Shoot-Out | Shoot-Out |
| ----------------- | ------------- | -------------- | --------- | --------- |
| 1990              | Darren Morgan | Mike Hallett   | 2–1       | 1990/91   |
| Snooker Shoot-Out |               |                |           |           |
| 2011              | Nigel Bond    | Robert Milkins | 58–24     | 2010/11   |
| 2012              | Barry Hawkins | Graeme Dott    | 61–23     | 2011/12   |
| 2013              | Martin Gould  | Mark Allen     | 104–0     | 2012/13   |
| 2014              | Dominic Dale  | Stuart Bingham | 77–19     | 2013/14   |
| 2015              | Michael White | Xiao Guodong   | 54–48     | 2014/15   |